# Anonychia trinasuta
Anonychia trinasuta là một loài bướm đêm trong họ Geometridae.